# The Masquerade Overture
The Masquerade Overture ist das fünfte Studioalbum der britischen Progressive-Rock-Band Pendragon. Es erschien im Jahr 1996 beim bandeigenen Label Toff Records.

## Entstehung und Veröffentlichung
Das Album wurde von Juli 1995 bis Januar 1996 in den Halway Houses in Maidenhead aufgenommen. Anthony Plowman, Gwen Ross, Simon Clew, Tracey Hitchings und Tina Riley waren als Hintergrundsänger beteiligt. The Masquerade Overture wurde von Karl Groom abgemischt und produziert, Bunt Stafford-Clark masterte es. Es erschien auch eine limitierte Version mit Bonus-CD und 1999 eine Neuauflage mit Bonus-Titel.

## Titelliste
1. The Masquerade Overture – 3:04
2. As Good as Gold – 7:15
3. Paintbox – 8:38
4. The Pursuit of Excellence – 2:37
5. Guardian of My Soul – 12:42
6. The Shadow – 9:55
7. Masters of Illusion – 12:52

Bonus-Titel 1999
1. The Last Man on Earth (Live) – 14:40

Bonus-CD 1996
1. As Good as Gold – 3:27
2. Masters of Illusion – 3:33
3. Schizo – 6:59
4. The King of the Castle (The Shadow Part 2) – 4:45

Bonus-Titel 2013
1. Bird of Paradise – 6:55
2. Midnight Running – 7:44
3. A Million Miles Away – 3:22

## Stil
Pendragon spielen auf The Masquerade Overture eingängigen Neo-Prog mit den für das Genre typischen melodischen Keyboard- und Gitarren-Soli. Die Stücke beginnen oft ruhig und steigern im Verlauf ihr Tempo sowie die Komplexität von Instrumentierung und Rhythmik, um schließlich wieder ruhiger auszuklingen. Teilweise finden sich italienischer Chorgesang, orchestrale Arrangements und Folk-Einflüsse.

## Rezeption
Die Presse reagierte meist positiv auf das Album. Auf den Babyblauen Seiten wird zwar bisweilen moniert, The Masquerade Overture „bedient […] wirklich zu viele Klischees, klingt über weite Strecken sehr ähnlich, erinnert oft an andere Bands (Pink Floyd, IQ) und bringt nichts, was man nicht schon irgendwo mal gehört hätte“. Es wird jedoch auch gelobt, „nie klangen Gitarren und Keyboards so glasklar, nie war der Sound überhaupt so lupenrein, die Texte so erhaben, die Kompositionen so ausgefeilt, der Gesamteindruck so poliert und sauber“. Das eclipsed-Magazin nahm The Masquerade Overture in seine Liste der 150 wichtigsten Prog-Alben auf.